# Gabriele Bocciarelli
Gabriele Bocciarelli (Siena, 6 gennaio 1980) è un attore cinematografico italiano.

## Filmografia

### Cinema
- Con gli occhi chiusi, regia di Francesca Archibugi (1994)
- La ballata dei lavavetri, regia di Peter Del Monte (1998)
- Faccia di Picasso, regia di Massimo Ceccherini (2000)
- Nella terra di nessuno, regia di Gianfranco Giagni (2001)
- Sottovento!, regia di Stefano Vicario (2001)

### Televisione
- La piovra 7 - Indagine sulla morte del commissario Cattani, regia di Luigi Perelli (1995, non accreditato)
- Solo x te - Film TV (1998)
- Un medico in famiglia, episodio "Il rovescio della medaglia" (1998)
- Un bacio nel buio, regia di Roberto Rocco (1999)
- Piovuto dal cielo, regia di José María Sánchez (2000)
- La piovra 10, regia di Luigi Perelli (2001)
- Padri, regia di Riccardo Donna (2002)
- Francesco, miniserie televisiva, regia di Michele Soavi (2002)
- Chiaroscuro, regia di Tomaso Sherman (2003)
- Sospetti 2- Miniserie televisiva (2003)
- Una vita sottile, regia di Gianfranco Albano (2003)
- Amanti e segreti, miniserie televisiva, regia di Gianni Lepre (2004)
- Distretto di Polizia 5, regia Lucio Gaudino – serie TV, episodio 5x08 (2005)
- Provaci ancora prof!, episodio "La mia compagna di banco", regia di Rossella Izzo (2005)
- Sottocasa, episodi 1.1 a 1.3 (2006)
- Le ombre rosse, regia di Francesco Maselli (2009)
- R.I.S. 5 - Delitti imperfetti, regia di Fabio Tagliavia – serie TV, episodio 5x20 (2009)
- Rossella, episodi 1.4 a 1.7 (2011)